# Вільям Кекстон

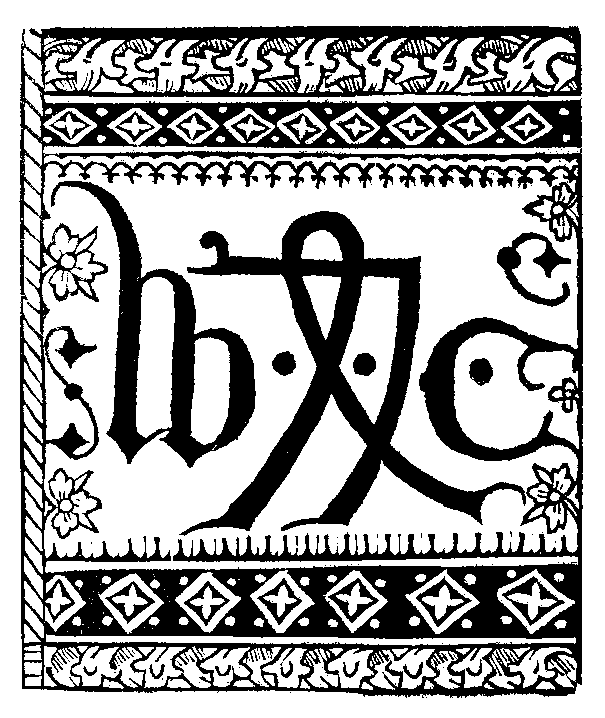
Всі книги друкарні Вільяма Кекстона виходили з ініціалами власника «WC»

Вільям Кекстон (англ. William Caxton; бл. 1422, графство Кент — 1491 Вестмінстер) — англійський першодрукар. У 70-ті роки XV ст. заснував першу друкарню в Лондоні неподалік від Вестмінстерського абатства. Першою англійської друкованою книгою стали «Вислови філософів», за якою пішли праці Чосера, Боеція, Овідія, Вергілія, Боккаччо, значна кількість лицарських романів і, нарешті, «Смерть Артура» сера Томаса Мелорі.

## Біографія
Вільям Кекстон був родом з Кенту. Точна дата його народження невідома, вважається що це приблизно 1422. До 16 років він служив у лондонського крамаря, торговця вовною, а наступні 30 років свого життя провів у Фландрії, де обіймав посаду губернатора гільдії заморських купців.
Приблизно 1470 року Вільям Кекстон починає служити переписувачем у сестри Едуарда IV, герцогині Маргарити Бургундської. На новій посаді колишній комерсант отримує можливість більше подорожувати, включаючи поїздки на континент. Після поїздки в Кельн, нудна робота переписувача була закинута завдяки знайомству з новим винаходом — друкарським верстатом. У Брюгге Кекстон у співпраці з  Коларом Мансіоном приступає до негайного налагодження друкарства. У передмові до першої надрукованої тут книги,  «Зібрання оповідань про Трою», можна зустріти слова самого Вільяма Кекстона:
|  | Переписуючи одне і те ж, моє перо списалися, моя рука втомилася і ослабла, мої очі, довго дивлячись на білий папір, потьмяніли, а моя мужність не така швидка і схильна до роботи, як була раніше, тому що з кожним днем до мене підкрадається старість і послаблює все тіло, а між тим я обіцяв різним панам і моїм друзям доставити їм якомога швидше названу книгу до друку з того способу і виду, які ви можете бачити, вона не написана пером і чорнилом, як інші книги, так що кожен може отримувати їх лише один раз, але всі екземпляри цієї історії були в один день розпочаті та один же день закінчені. |

Свою друкарню Кекстон поміщає у Вестмінстерській богодільні. Негоціант у минулому, він залишається діловою, практичною людиною, вирішивши своїм ремеслом заробляти собі на життя, виконуючи дешеві замовлення священиків і вчених — передруковував невеликі брошури і підручники, і більш дорогі вищого стану — «веселі і забавні лицарські оповідання», легенди про короля Артура і лицарів Круглого Столу. Поряд з його геральдичним щитом, з червоною смугою посередині, з'являється оголошення: «Якщо комусь, духовному чи мирянину, завгодно купити требник двох або трьох Солсберійських поминань, надрукований у вигляді цього листа цілком добре і вірно, той нехай прийде в Вестмінстер в богодільню під червоним стовпом; там він отримає їх за низьку ціну.»
Стикаючись з неможливістю друкувати англійською мовою багато популярних творів, Кекстон перекладав їх сам. Понад 400 друкованих сторінок вміщають в себе переклади самого друкаря з Вестмінстера. Робота над перекладами змусила зіткнутися з непростим вибором англійської мови, і це зробило Кекстона значною фігурою в галузі лінгвістики. Поєднуючи французьку вишуканість і англійську педантичність, перекладач також намагався зробити літературу зрозумілішою для сучасного читача.
Помер Вільям Кекстон 1491 року, за своє життя він випустив понад 100 видань під видавничої маркою WC, його друкарню успадкував учень, який продовжив справу майстра. Збережені зразки його видань можна зустріти в бібліотеці Кембриджського університету, Британському музеї і в приватних колекціях.

## Внесок у розвиток англійської мови
Вільям Кекстон все ж залишився торговцем, і в його інтересах було продати якомога більше книг. Для цього потрібно було вибрати таку мову, яка була б зрозуміла більшості читачів. Вільям Кекстон збирав відомості про поширені у той час англійські діалекти і на їх основі вже становив графічний образ слова. Першим рішучим кроком до зміни мови в бік уніфікації стало «Зібрання оповідань про Трою», яке Кекстон приніс герцогині Маргариті. Маргарита Бургундська особисто провела редагування «Зібрання». Невідомо, що конкретно вона виправила, і як виглядав варіант книги до її редагування. Так прагнення до вигоди зробило добру послугу становленню англійської орфографії.